# Chris Richards (soccer)
Pour les articles homonymes, voir Chris Richards et Richards.
Chris Richards né le 28 mars 2000 à Birmingham en Alabama aux États-Unis est un joueur international américain de soccer. Il joue au poste défenseur central à Crystal Palace.

## Biographie

### Carrière en club

#### Débuts et formation
Né à Birmingham en Alabama aux États-Unis, Chris Richards intègre l'académie du FC Dallas en 2017, où il est formé. Le 12 avril 2018, il signe son premier contrat avec le club en tant que Homegrown Player. En mai 2018, il fait un essai de dix jours au Bayern Munich avec son coéquipier Thomas Roberts. Ses performances convainquent le club de le prolonger en juillet 2018.
Lors de la saison 2018-2019, il devient un joueur titulaire de l'équipe des moins de 19 ans du club. Le 24 janvier 2019 il s'engage définitivement avec le Bayern Munich,. Le transfert est estimé à 1,5 million de dollars. La saison suivante, il intègre l'équipe réserve du Bayern qui évolue en 3. Liga. Après une rencontre de championnat sur le banc des remplaçants au cours desquelles il n'entre pas en jeu, le 19 août 2019, il fait sa première apparition en tant que titulaire avec la réserve contre Hallescher FC lors de la cinquième journée de 3. Liga (victoire 2-1). Puis le 3 novembre, il inscrit son premier but en championnat contre le SV Meppen (défaite 5-3). À la fin de la saison, il remporte la 3. Liga avec la réserve du Bayern Munich.

#### Bayern Munich et prêt à Hoffenheim
Le 16 juin 2020, Chris Richards est remplaçant pour la première fois lors de la 32e journée de Bundesliga qui oppose son club au Werder Brême, mais il n'entre pas en jeu. Quatre jours plus tard, il fait sa première apparition en match officiel avec le Bayern Munich face à Fribourg, en championnat. Il entre en jeu à la place de Javi Martínez et le Bayern l'emporte par trois buts à un. 
Sur le banc de touche pour la finale de la supercoupe d'Allemagne face au Borussia Dortmund, il entre à la 76e minute de la rencontre, à la place de Benjamin Pavard (victoire 3-2). Il devient le deuxième américain à avoir remporté la supercoupe après Thomas Dooley en 1991. Le 4 octobre, il dispute sa première rencontre en tant que titulaire en Bundesliga contre Hertha BSC, où il délivre sa première passe décisive en faveur de son coéquipier Robert Lewandowski (victoire 4-3).
Avec seulement sept rencontres disputées avec le Bayern lors de la première moitié de la saison 2020-2021, Richards reçoit peu de temps de jeu et obtient finalement un prêt au TSG 1899 Hoffenheim le 1er février 2021. Il joue son premier match pour Hoffenheim le 7 février 2021, lors d'une rencontre de championnat face à l'Eintracht Francfort. Il est titularisé et son équipe s'incline par trois buts à un. Richards découvre la Ligue Europa avec Hoffenheim, jouant son premier match dans la compétition le 18 février suivant face au Molde FK, où il est titularisé (3-3).

#### Passage à Crystal Palace
Le 27 juillet 2022, Chris Richards est transféré à Crystal Palace, formation de Premier League, pour laquelle il s'engage pour cinq ans,. Le transfert est évalué à vingt millions d'euros dont 35% de ce montant revient au FC Dallas qui bénéficiait d'une clause de pourcentage à la revente.
Richards joue son premier match sous ses nouvelles couleurs le 15 août 2022, à l'occasion d'une rencontre de Premier League contre le Liverpool FC. Il entre en jeu et les deux équipes se neutralisent (1-1 score final).
Richards inscrit son premier but pour Crystal Palace le 24 février 2024, lors d'une rencontre de championnat face au Burnley FC. Titulaire, il ouvre le score de la tête sur un service de Jordan Ayew, et participe à la victoire de son équipe par trois buts à zéro,.

### Carrière internationale
Avec l'équipe des États-Unis des moins de 20 ans, il participe au championnat de la CONCACAF des moins de 20 ans en 2018. Lors de cette compétition organisée dans son pays natal, il joue deux matchs dont la finale remportée face au Mexique, où il est titulaire. Il dispute ensuite la coupe du monde des moins de 20 ans en 2019, qui se déroule en Pologne. Lors de ce mondial il est titulaire en défense centrale et joue l'intégralité des matchs de son équipe. Les joueurs américains s'inclinent en quart de finale face à l'Équateur.
Le 2 novembre 2020, Chris Richards est appelé en sélection américaine pour la première fois par le sélectionneur Gregg Berhalter pour participer à un rassemblement d'une semaine avec deux matchs amicaux au programme. Un premier face au pays de Galles et un second face au Panama,. Le 16 novembre, il honore sa première sélection contre le Panama lors d'un match amical. Lors de ce match, Chris Richards entre à la 80e minute de la rencontre, à la place de Matt Miazga. Le match se solde par une large victoire 6-2 des Américains.

## Statistiques

### Statistiques détaillées
| Saison                | Club                  | Championnat           | Championnat | Championnat | Championnat | Coupe nationale | Coupe nationale | Coupe nationale | Coupe de la Ligue | Coupe de la Ligue | Coupe de la Ligue | Supercoupe | Supercoupe | Supercoupe | Compétition(s) continentale(s) | Compétition(s) continentale(s) | Compétition(s) continentale(s) | Compétition(s) continentale(s) | Total | Total | Total |
| Saison                | Club                  | Division              | M.          | B.          | P.d.        | M.              | B.              | P.d.            | M.                | B.                | P.d.              | M.         | B.         | P.d.       | Comp.                          | M.                             | B.                             | P.d.                           | M.    | B.    | P.d.  |
| 2019-2020             | Bayern Munich II      | 3. Liga               | 30          | 4           | 0           | -               | -               | -               | -                 | -                 | -                 | -          | -          | -          | -                              | -                              | -                              | -                              | 30    | 4     | 0     |
| 2020-2021             | Bayern Munich II      | 3. Liga               | 8           | 0           | 1           | -               | -               | -               | -                 | -                 | -                 | -          | -          | -          | -                              | -                              | -                              | -                              | 8     | 0     | 1     |
| Sous-total            | Sous-total            | Sous-total            | 38          | 4           | 1           | -               | -               | -               | -                 | -                 | -                 | -          | -          | -          | -                              | -                              | -                              | -                              | 38    | 4     | 1     |
| 2019-2020             | Bayern Munich         | Bundesliga            | 1           | 0           | 0           | -               | -               | -               | -                 | -                 | -                 | -          | -          | -          | -                              | -                              | -                              | -                              | 1     | 0     | 0     |
| 2020-2021             | Bayern Munich         | Bundesliga            | 3           | 0           | 1           | -               | -               | -               | -                 | -                 | -                 | 1          | 0          | 0          | C1                             | 3                              | 0                              | 0                              | 7     | 0     | 1     |
| 2021-2022             | Bayern Munich         | Bundesliga            | 1           | 0           | 0           | 1               | 0               | 0               | -                 | -                 | -                 | -          | -          | -          | C1                             | -                              | -                              | -                              | 2     | 0     | 0     |
| Sous-total            | Sous-total            | Sous-total            | 5           | 0           | 1           | 1               | 0               | 0               | -                 | -                 | -                 | 1          | 0          | 0          | -                              | 3                              | 0                              | 0                              | 10    | 0     | 1     |
| 2020-2021             | TSG Hoffenheim (prêt) | Bundesliga            | 11          | 0           | 0           | -               | -               | -               | -                 | -                 | -                 | -          | -          | -          | C3                             | 2                              | 0                              | 0                              | 13    | 0     | 0     |
| 2021-2022             | TSG Hoffenheim (prêt) | Bundesliga            | 19          | 1           | 0           | 2               | 0               | 0               | -                 | -                 | -                 | -          | -          | -          | -                              | -                              | -                              | -                              | 21    | 1     | 0     |
| Sous-total            | Sous-total            | Sous-total            | 30          | 1           | 0           | 2               | 0               | 0               | -                 | -                 | -                 | -          | -          | -          | -                              | 2                              | 0                              | 0                              | 34    | 1     | 0     |
| 2022-2023             | Crystal Palace        | Premier League        | 9           | 0           | 0           | -               | -               | -               | 1                 | 0                 | 0                 | -          | -          | -          | -                              | -                              | -                              | -                              | 10    | 0     | 0     |
| 2023-2024             | Crystal Palace        | Premier League        | 26          | 1           | 1           | 2               | 0               | 0               | 2                 | 0                 | 0                 | -          | -          | -          | -                              | -                              | -                              | -                              | 30    | 1     | 1     |
| 2024-2025             | Crystal Palace        | Premier League        | 24          | 1           | 0           | 6               | 0               | 1               | 2                 | 0                 | 0                 | -          | -          | -          | -                              | -                              | -                              | -                              | 32    | 1     | 1     |
| 2024-2025             | Crystal Palace        | Premier League        | 1           | 0           | 0           | -               | -               | -               | -                 | -                 | -                 | 1          | 0          | 0          | -                              | -                              | -                              | -                              | 2     | 0     | 0     |
| Sous-total            | Sous-total            | Sous-total            | 60          | 2           | 1           | 8               | 0               | 1               | 5                 | 0                 | 0                 | 1          | 0          | 0          | -                              | -                              | -                              | -                              | 74    | 2     | 2     |
| Total sur la carrière | Total sur la carrière | Total sur la carrière | 133         | 7           | 3           | 11              | 0               | 1               | 5                 | 0                 | 0                 | 2          | 0          | 0          | -                              | 5                              | 0                              | 0                              | 156   | 7     | 4     |

### Liste des matchs internationaux
| Matchs internationaux de Chris Richards | Matchs internationaux de Chris Richards | Matchs internationaux de Chris Richards            | Matchs internationaux de Chris Richards | Matchs internationaux de Chris Richards | Matchs internationaux de Chris Richards | Matchs internationaux de Chris Richards                        |
| #                                       | Date                                    | Lieu                                               | Adversaire                              | Résultat                                | Compétition                             | Notes                                                          |
| --------------------------------------- | --------------------------------------- | -------------------------------------------------- | --------------------------------------- | --------------------------------------- | --------------------------------------- | -------------------------------------------------------------- |
| 1er                                     | 16 novembre 2020                        | Stadion Wiener Neustadt, Wiener Neustadt, Autriche | Panama                                  | 6-2                                     | Match amical                            | Entre en jeu à la place de Matt Miazga à la 80e minute de jeu. |
| 2e                                      | 25 mars 2021                            | Stadion Wiener Neustadt, Wiener Neustadt, Autriche | Jamaïque                                | 4-1                                     | Match amical                            | Entre en jeu à la place de Aaron Long à la mi-temps.           |
| 3e                                      | 28 mars 2021                            | Windsor Park, Belfast, Irlande du Nord             | Irlande du Nord                         | 1-2                                     | Match amical                            | Entre en jeu à la place de Aaron Long à la 63e minute de jeu.  |
| 4e                                      | 13 octobre 2021                         | Lower.com Field, Columbus, Amérique                | Costa Rica                              | 2-1                                     | Éliminatoires Coupe du Monde 2022       |                                                                |

## Palmarès

### En club
| Bayern Munich (6) | Crystal Palace (2)                                                            |
| --- | ----------------------------------------------------------------------------- |
| - Championnat d'Allemagne - Vainqueur : 2020, 2021 et 2022 - Supercoupe d'Allemagne - Vainqueur : 2020 et 2021 - Supercoupe de l'UEFA - Vainqueur : 2020 | - Coupe d'Angleterre - Vainqueur : 2025 - Community Shield - Vainqueur : 2025 |

### En sélection nationale
| États-Unis -20 ans (1)                                              | États-Unis                             |
| ------------------------------------------------------------------- | -------------------------------------- |
| - Championnat de la CONCACAF des moins de 20 ans - Vainqueur : 2018 | - Ligue des nations - Vainqueur : 2023 |